# 28 de Noviembre
28 de Noviembre oz. z besedo Veintiocho de Noviembre je naselje z okoli 5.300 prebivalci (poleg argentinskega so še bolivijskega, paragvajskega, čilenskega in italijanskega porekla) na jugozahodu južne argentinske province Santa Cruz, okoli 270 km zahodno od Río Gallegosa in 13 km južno od Río Turbia. Mesto leži tik ob državni meji s Čilem, nedaleč od Puerto Natalesa. Glavna dejavnost je premogovništvo.
Mesto je formalno nastalo 28. novembra 1959, ravno na drugo obletnico sprejetja provincialne ustave, ko so bila s podpisom odloka manjše naselbine združene v eno mesto, ki je ime dobilo po tem datumu. 